# Camorra (fribrottare)
Camorra, egentligen Roberto Ruiz González, född 7 augusti 1977 i Mexico City är en mexikansk fribrottare eller luchador från Mexiko. Camorra wrestlar som en rudo eller heel det vill säga en ond karaktär. Han är under kontrakt för Consejo Mundial de Lucha Libre, vanligtvis förkortat som "CMLL" och har brottats där sedan 2008. Tidigare brottades han i iWRG, International Wrestling Revolution Group.
Camorra var som många andra mexikanska fribrottare under en mask när han brottades, enligt Lucha libre traditioner. Den 30 december 2013 förlorade han sin mask till Stigma i en insatsmatch, så kallad Lucha de Apuestas. Sedan dess har han vunnit en insatsmatch över sitt hår i Guadalajara och förlorat en mot Espiritu Negro och Yago i januari 2019 i Mexico City.